# Jens Jacob Asmussen Worsaae

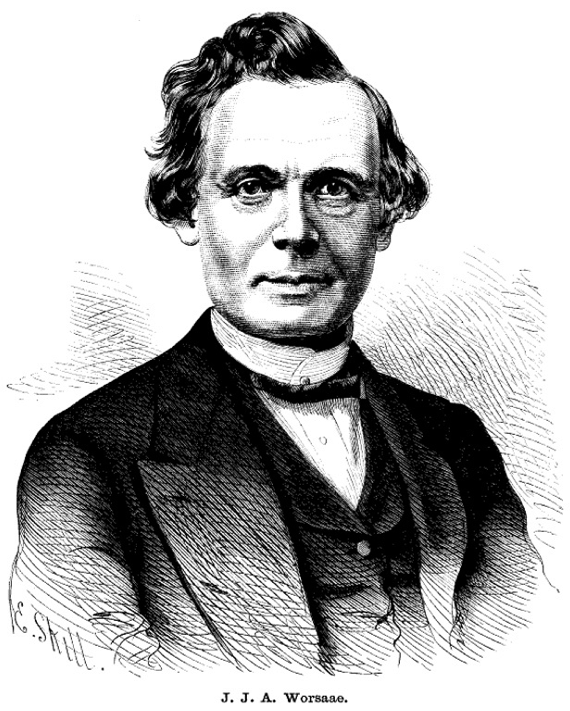
Jens Jacob Asmussen Worsaae.

Jens Jacob Asmussen Worsaae (Vejle, 14 de marzo de 1821-Holbæk, 15 de agosto de 1885) fue un arqueólogo e historiador danés considerado generalmente como el primer arqueólogo profesional moderno.
Fue el sucesor de Christian Jürgensen Thomsen en el cargo de director del Museo Nacional de Dinamarca. Hacia 1840, y utilizando el método de la estratigrafía, pudo confirmar la realidad del sistema de las tres edades (Piedra, Bronce y Hierro) propuesto por su predecesor.
Comisionado por el rey de Dinamarca, Cristian VIII, viajó por numerosos países del norte y centro de Europa (Suecia, Austria, Alemania, Suiza) y de 1846 a 1847 residió en las islas británicas e Irlanda estudiando la cultura vikinga. Hizo numerosos dibujos y acuarelas sobre las muestras encontradas, y publicó un trabajo sobre el tema de la civilización nórdica en las islas británicas en danés en 1851, que fue traducido al inglés en 1852.
Estudiando la acumulación de conchas de ostras en Dinamarca, encontró artefactos de sílex y otros materiales, que consideró obra del hombre primitivo. 
Worsaae tuvo un gran reconocimiento científico en los ambientes culturales de la época. Expresó que únicamente la estratigrafía y el estudio de los restos dejados por los hombres primitivos nos dan pistas para establecer la historia de la humanidad antigua.